# Roca Roja (Montferri)
La Roca Roja és una muntanya de 335 metres que es troba al municipi de Montferri, a la comarca de l'Alt Camp. El cim està format per dues puntes, que en el mapa 1:5.000 de l'ICC porten el mateix nom, amb alçades de 335,3 i 331,9 metres.